# Spadnik
Spadnik – potok, lewobrzeżny dopływ potoku Skalskie w polskich Pieninach.
Jest to niewielki potok o długości około 1,1 km. Wypływa w dolinie pod przełęczą oddzielająca szczyty Wisielakówka i Jaworzyna. Spływa w kierunku północnym doliną pomiędzy Polaną Janeczków i polaną Skalskie. Wpływa do porośniętej lasem doliny Skalskie i naprzeciwko Dziobakowych Skał przy Dziobakowej Polanie uchodzi do Skalskiego na wysokości około 712 m. Jego ujście to pochyła, kamienista rynna o wysokości około 15 m.
Spadnik znajdował się w nieistniejącej już wsi Biała Woda, obecnie znajduje się w granicach wsi Jaworki w województwie małopolskim, w powiecie nowotarskim, w gminie Szczawnica.